# Estafadors
Estafadors (títol original: The Prime Gig) és una pel·lícula estatunidenca dirigida per Gregory Mosher, estrenada el 2001. Ha estat doblada al català.

## Argument
Pendleton "Penny" Wise és un estafador que es guanya la vida estafant la gent per telèfon, prometent-los viatges organitzats per agències fantasmes. Tenint una necessitat urgent de diners, comença a treballar per a Kelly Grant, un home de negocis misteriós i de tèrboles motivacions. Quan Pendleton comença una relació amb Caitlin, l'amant de Grant, deixa de costat el seu seny i entra en un joc del qual podria sortir perdent.

## Repartiment
- Vince Vaughn: Pendleton Wise
- Julia Ormond: Caitlin Carlson
- Ed Harris: Kelly Grant
- Rory Cochrane: Joel
- Wallace Shawn: Gene
- Stephen Tobolowsky: Mick
- JJ Johnston: Lloyd
- Tom Wright: Marvin Sanders
- Romany Malco: Zeke